# Brillant 755
Vous lisez un « bon article » labellisé en 2023.
Brillant 755 (né en 1876), également connu sous le nom anglophone de Brilliant, est le plus célèbre étalon reproducteur de race Percheron du XIXe siècle. Ce grand et puissant cheval de trait, doté d'une robe noire, naît dans le Perche, en France. Il appartient initialement à Ernest Perriot, éleveur de La Chenelière à Nogent-le-Rotrou. Le cheval est vendu à l'éleveur Américain Mark Wentworth Dunham, puis exporté vers les États-Unis en 1881, devenant le reproducteur-phare de son élevage Oaklawn Farm, dans l'Illinois. Il exerce par là une influence majeure sur l'élevage du Percheron aux États-Unis. La plupart de ses descendants, dont le fameux Voltaire, s'illustrent en concours aussi bien en France qu'aux États-Unis. Cela fait de Brillant un ancêtre très recherché par les éleveurs.
Dunham fait réaliser de nombreuses œuvres dépeignant son cheval, dont un portrait par l'artiste française Rosa Bonheur, dont il est un grand admirateur. Brillant est aussi dépeint dans une œuvre de l'artiste américain Frank Whitney, baptisée The Thunder Storm. 

## Dénomination
Les Percherons portent différents numéros derrière leur nom, en fonction de leur Stud-Book (registre généalogique) d'inscription. Dans le Stud-Book français, le premier numéro fourni (ici, 755) est celui de leur inscription au Stud-Book français ; le second, toujours indiqué entre parenthèses dans ces registres, est le numéro d'ordre du Stud-Book Percheron Américain, publié à Chicago par James Harvey Sanders.
Ce cheval est nommé Brillant 755 dans les registres en français,, mais il est aussi répertorié sous le nom de « Briolant 755 » dans certains documents d'identification, notamment ceux d'un de ses fils, l'étalon Voltaire. Dans le Stud-Book de la Percheron Horse Association of America aux États-Unis, il est identifié sous le nom de Brilliant 1271 (755).

## Histoire

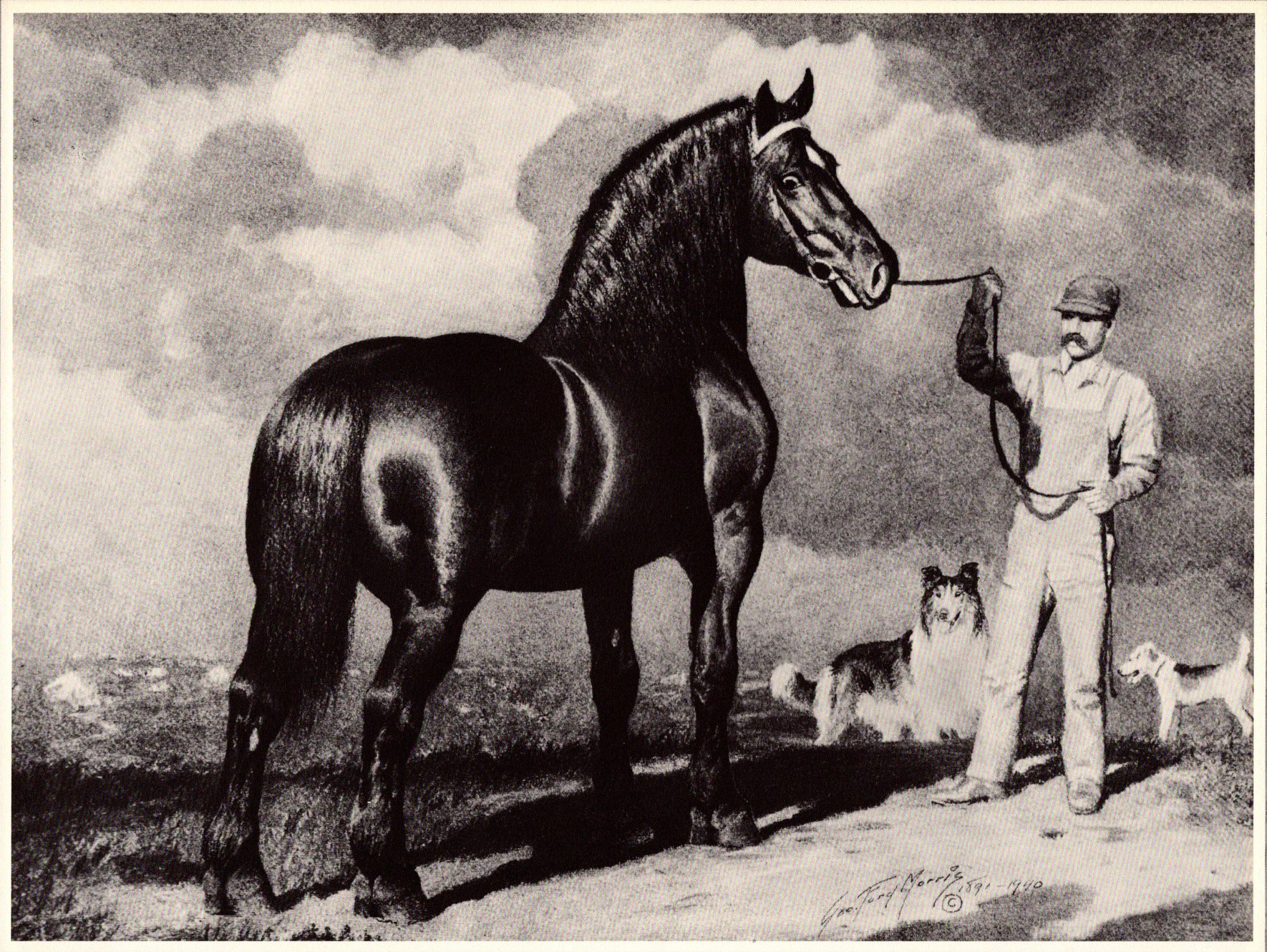
Brillant dépeint par l'artiste Morris, en 1891.

La popularité de Brillant 755 est attestée par différents auteurs. En 1910, le Dr vétérinaire français Alfred Gallier le place au rang des étalons percherons remarquables. Les journalistes et éleveurs américains Alvin Howard Sanders et Wayne Dinsmore le citent en 1917 comme le plus grand étalon améliorateur du Percheron aux États-Unis, et comme le meilleur étalon percheron ayant jamais existé. En 2019, le photojournaliste Jean-Léo Dugast le décrit comme le plus célèbre Percheron du XIXe siècle. 
D'après le premier volume du Stud-Book Percheron publié en 1883 et les archives de la société d'agriculture de l'Illinois, Brillant naît en 1876 en Eure-et-Loir, chez l'éleveur Ernest Perriot. Il est initialement la propriété de son éleveur, résidant à La Chenelière, à Nogent-le-Rotrou. Ernest Perriot a fait naître de nombreux autres Percherons réputés, Sanders et Dinsmore lui attribuant aussi la naissance du propre père de Brillant 755, nommé Brillant 756,. Ernest Perriot a fait naître les cinq pères de lignée de Percheron de grande renommée, ce qui en fait l'éleveur qui « a exercé une plus grande influence sur la race percheronne depuis 1880 que n'importe quel autre éleveur en France ou en Amérique ». 
Brillant 755 est importé par Mark Wentworth Dunham en 1881, vers son élevage de l'Illinois. Il est alors âgé de 4 ans. D'après le professeur d'agriculture canadien Grant MacEwan, cela fait de 1881 une année importante pour l'élevage de chevaux aux États-Unis, d'une part pour l'importance que prendra Brillant par la suite, et d'autre part car la grande majorité des Percherons importés vers les États-Unis l'ont été par Dunham.
Cette arrivée est discrète, mais le jeune étalon est considéré si favorablement pour son type et son caractère que M. Dunham le met immédiatement en service de reproduction, avec les étalons Success 452 et Vidocq 483, deux autres étalons d'une grande
valeur. Convaincu d'avoir un reproducteur d'une « valeur incalculable », il fait remplacer son étalon Duc du Perche par Brillant 755 comme reproducteur principal d'Oaklawn Farm, ce qui en fait le plus important reproducteur percheron des États-Unis à partir de 1882. Cette même année, 30 de ses poulains nés en France sont importés à Oaklawn Farm. 
Il tient ce rôle de reproducteur central du plus grand élevage de chevaux mondial de son époque pendant une quinzaine d'années. 

## Description

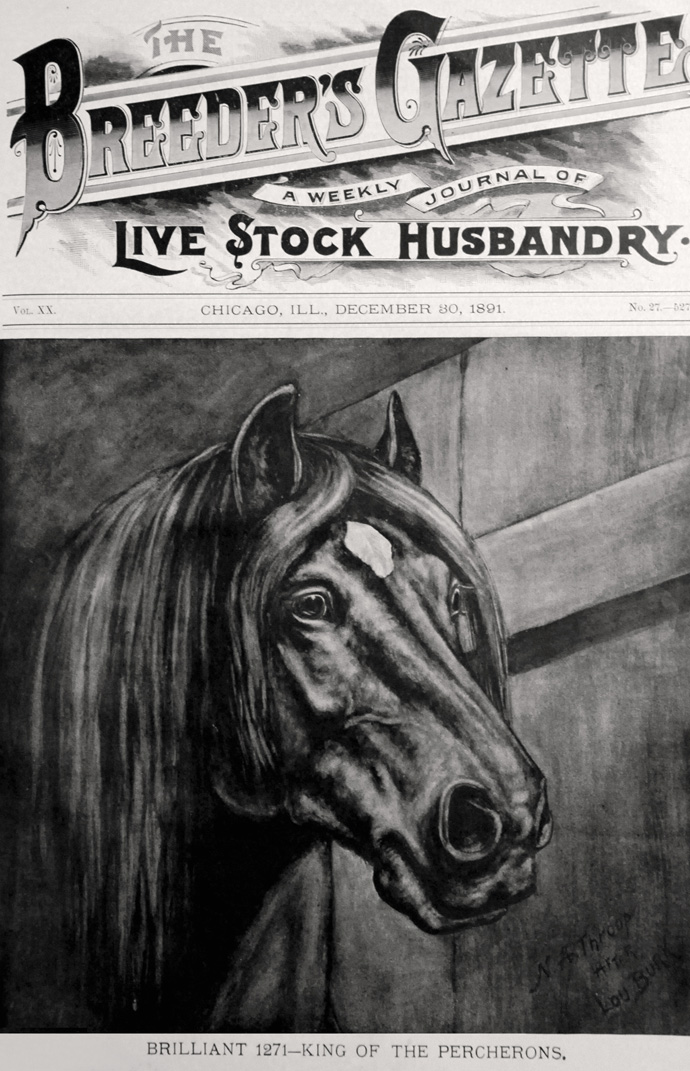
Brillant dessiné par Lou Burk, en couverture de la Breeder's Gazette du 30 décembre 1891, qualifié de roi des Percherons.

La première description détaillée connue de « Brilliant 1271 » figure dans le catalogue d'Oaklawn Farm publié en 1882, alors qu'il est âgé de 4 ans. Son poids est évalué à 1 850 livres (environ 840 kg), et sa taille à 16 mains (162 cm). D'après Dugast, Brillant 755 mesure finalement environ 1,75 m, pour un poids de 900 kg, une fois sa croissance terminée. Des descriptions ultérieures évaluent son poids à plus d'une tonne, mais sur la base des témoignages récoltés par Sanders et Dinsmore, son poids de forme était plutôt d'environ 1 900 livres (861 kg).

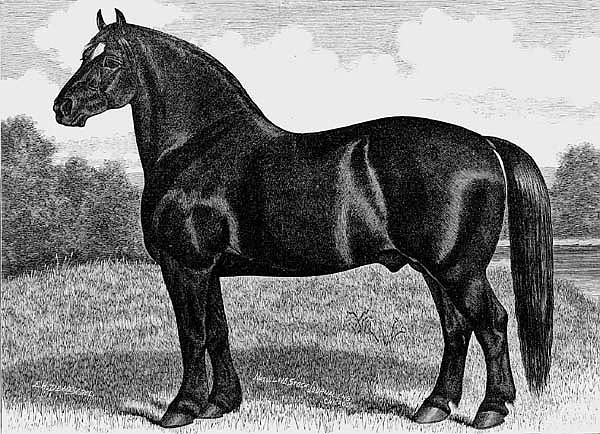
Dessin de Brillant 755, vu de profil.

Il présente beaucoup d'os, et un modèle compact. Sa tête est légèrement convexe (profil romain), et large entre les deux yeux, dotée d'oreilles fines. La gorge est de taille moyenne. Son encolure est plutôt courte. Ses épaules sont très inclinées, et remarquablement profondes ; sa poitrine est très large. Son corps est à la fois long et très rond,. Ses quartiers sont larges, et exceptionnellement longs. Ses jambes sont relativement courtes, et d'une largeur peu commune grâce à leur forte ossature.
Brillant est d'une couleur de robe noir charbon. Il est réputé pour sa grande vigueur, son énergie, et sa manière de se déplacer. Sanders et Dinsmore soulignent l'aspect « impressionnant » de ce cheval, décrit tour à tour comme « dominant », « vigoureux » et « supermasculin », dégageant une impression extérieure de puissance. D'après la Percheron Horse Association of America, il est « puissamment musclé, propre et expressif et montre un caractère prépotent ».

## Origines
Brillant 755 est un fils de l'étalon percheron Brillant 756, et de la jument percheronne Ragoût.
Son père Brillant 756, nommé Brillant 1899 aux États-Unis, est né en 1867 chez Ernest Perriot qui l'a intensément utilisé comme étalon reproducteur jusqu'en 1881. Brillant 755 (Brilliant 1271) est son meilleur fils. Cet étalon a ensuite été exporté aux États-Unis par Leonard Johnson en 1881, où il se reproduit très peu avec des juments de pure race. Il gagne néanmoins une excellente réputation chez les éleveurs américains, dans la mesure où ses poulains (dont Brillant 755) se sont tous vendus à des prix élevés. Morphologiquement, il présente une poitrine large et profonde. 
La mère de Brillant 755 s'appelle Ragoût, et est une fille de l'étalon Favori I qui appartenait à M. Perriot (père d'Ernest Perriot), lui-même par Vieux-Chaslain,. 
Sa grand-mère se nomme Aline, et est une fille de l'étalon Coco 712.

## Descendance

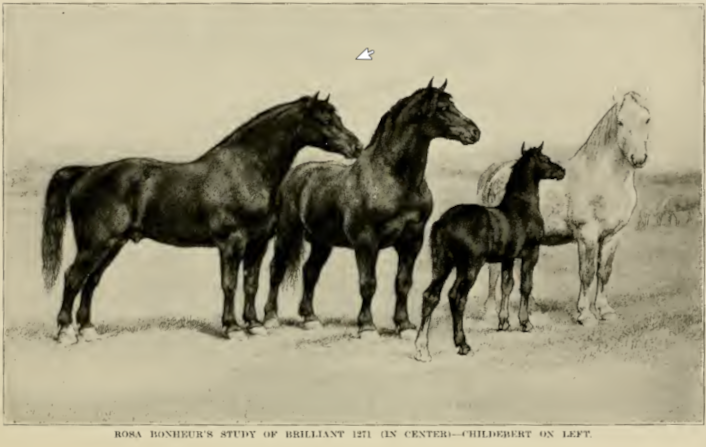
Étude de Brillant 755 avec l'étalon Childeric, une jument poulinière et un poulain, par Rosa Bonheur.

Brillant 755 a engendré ses quatre meilleurs fils en France : Fénelon 2682 (38) et Voltaire 3540 (443), nés en 1880 alors que Brillant se reproduisait à un très jeune âge ; puis Gilbert 5154 (461) et Briard 5317, nés en 1882. 
Il est aussi le père de Confident 3647 (397),. 
Visualiser la lignée de Brillant 755 sous forme de graphe
Léonard Johnson, acheteur de chevaux pour Dunham, avait eu l'occasion d'évaluer la qualité de ses poulains.
Brillant 755 est à la base d'une grande partie de l'élevage Percheron américain, car un grand nombre de ses filles et de ses petites-filles ont été croisées avec les descendants de Brillant 756 (1899), son propre père. 
Les évènements de show américains des années 1880 et 1890 sont ainsi dominés par la lignée de Brillant. D'après Sanders et Dinsmore, les chevaux les plus influents sur les ronds de présentation américains à cette époque sont Brilliant III (11116), Seducteur 8850 et Marathon 11410, tous trois fils de Brillant 755 issus de filles de Brillant 756. Cela a rapidement amené les éleveurs américains à accorder une très grande valeur à la présence des « Brilliant » dans une généalogie. Deux descendants de Brillant, parmi les 11 étalons vainqueurs, ont remporté des prix à l′International Live Stock de Chicago. 
Le même phénomène s'observe en France, où son fils Voltaire remporte le premier prix du concours de la Société Hippique Percheronne (SHP) en 1884 ; de plus, neuf des chevaux vainqueurs récompensés par la SHP entre 1901 et 1908 descendent de Brillant 755 ou de Brillant 756. 

## Représentations dans les arts
Mark Wentworth Dunham, grand admirateur de l'artiste française Rosa Bonheur, lui fait réaliser plusieurs portraits de chevaux Percheron dont il s'est porté acquéreur, à partir de 1884. C'est ainsi que Brillant est portraituré, notamment en 1885. Les œuvres de Rosa Bonheur, et particulièrement son portrait de Brillant, ont probablement contribué à susciter un engouement pour le Percheron aux États-Unis.
Mark W. Dunham commande aussi à l'artiste Frank Whitney une œuvre mettant Brilliant en scène autour de poulains, intitulée The Thunder Storm, qui est publiée dans le catalogue d'Oaklawn Farm en 1893. D'après Dugast (citant Sanders et Dinsmore), il s'agit de l'œuvre « la plus artistique » jamais créée autour du Percheron aux États-Unis,.

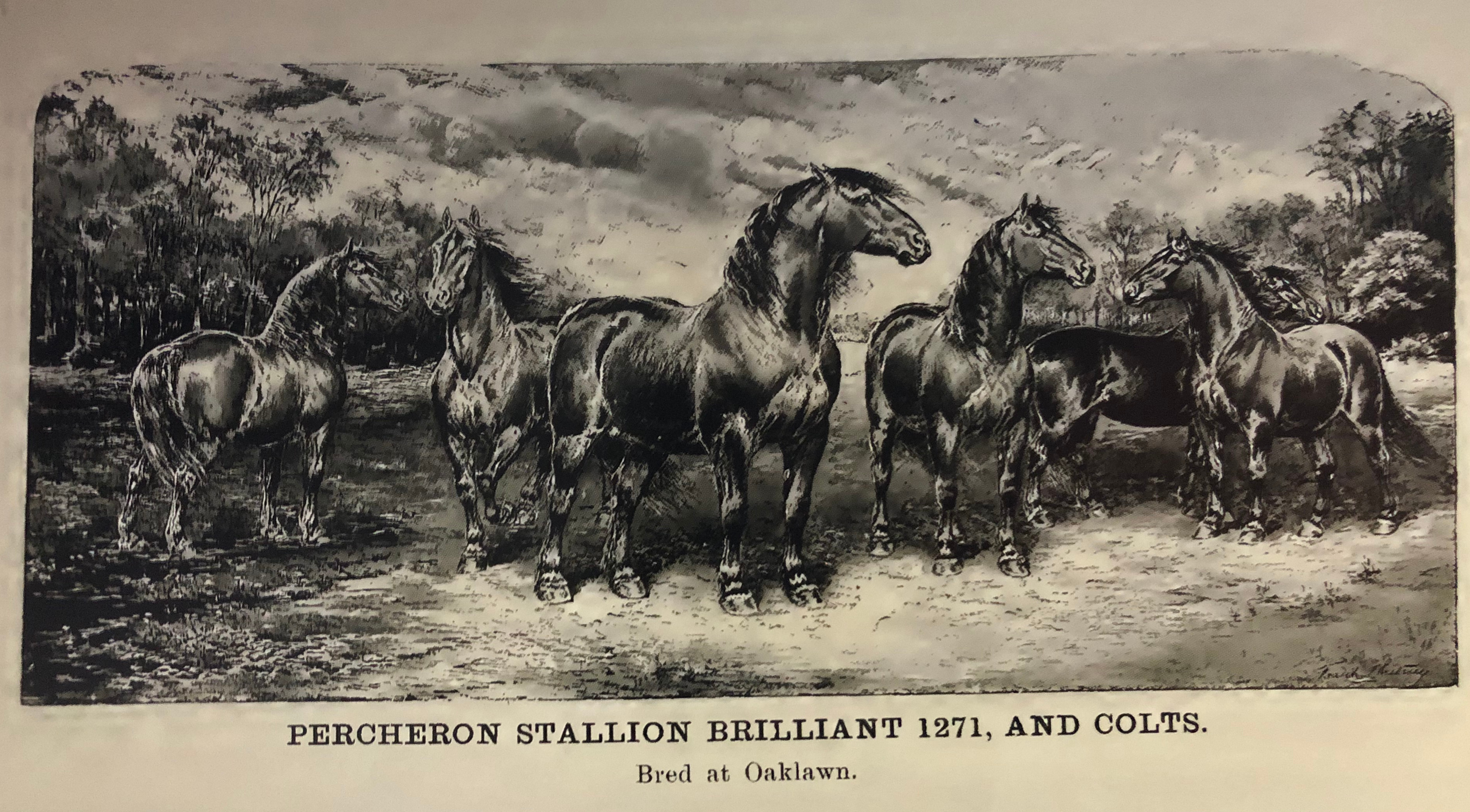
The Thunder Storm, œuvre de Frank Whitney, 1893.

Le 10 décembre 1885, le peintre-dessinateur Cecil Palmer réalise pour la Breeder's Gazette son tout premier dessin, qui met en scène Brilliant avec un groupe de poulains et une jument.